# Trading Pieces
Trading Pieces è il primo album in studio del gruppo musicale brutal death metal Deeds of Flesh, pubblicato nel luglio del 1996.

## Tracce
1. Carnivorous Ways – 3:42
2. Born Then Torn Apart – 2:09
3. Trading Pieces – 2:50
4. Hunting Humans – 2:44
5. Impious Offerings – 3:00
6. Acid Troops – 3:41
7. Deeds of Flesh – 2:57
8. Erected on Stakes – 1:59
9. Chunks in the Shower – 2:29
10. Blasted – 2:17
11. Outro – 2:33

## Formazione
- Erik Lindmark  - voce, chitarra
- Jacoby Kingston - basso, voce
- Joey Heaslet - batteria